# ألفريدو مارتين
ألفريدو مارتين (بالإسبانية: Alfredo Martín)‏ هو مجدف أرجنتيني، ولد في 12 أبريل 1948.

## وصلات خارجية
- ألفريدو مارتين على موقع الاتحاد الدولي للتجديف (الإنجليزية)
- ألفريدو مارتين على موقع أوليمبيديا (الإنجليزية)